# 京都府立洛北高等学校・附属中学校の人物一覧
京都府立洛北高等学校・附属中学校の人物一覧（きょうとふりつらくほくこうとうがっこうふぞくちゅうがっこうのじんぶついちらん）は、京都府立洛北高等学校・附属中学校に関係する人物の一覧記事。

## 教職員
- 横地石太郎 - 元教諭、明治20年前後に在籍した。夏目漱石の小説『坊っちゃん』の登場人物「赤シャツ」のモデルとする説がある（当該項を参照）。
- 森外三郎 - 元学校長、三重尋中教諭、三高教授、学習院教授を経て1911年9月に京都一中校長に。1922年9月、五代目三高校長。京一中在任中には七年制高等学校への転換を試みた。
- 竹内鐡二 - 元教諭、金蘭千里高等学校校長。
- 和田茂樹 - 元教諭、愛媛大学名誉教授。
- 椿原泰夫 - 第十代校長。頑張れ日本!全国行動委員会福井県支部相談役。衆議院議員の稲田朋美は娘。
- 谷川道雄 - 後、名古屋大学教授、京都大学教授、龍谷大学教授、文学博士。
- 田中順二 - 元教諭。歌人。同志社大学教授、奈良大学教授。

## 著名な出身者

### 政治・行政
- 富田健治 - 内閣書記官長、内務官僚、貴族院議員
- 稲葉秀三 - 内閣企画院を経て経済安定本部参与、産経新聞社社長
- 田中都吉 - 外務次官
- 吉田伊三郎 - 駐トルコ大使、外交官
- 尾形昭二 - 外務省調査局長
- 古海忠之 - 満州国国務院総務庁次長、大蔵官僚 / 1963年に撫順戦犯管理所から釈放
- 岡田信 - 満州興業銀行総裁、大蔵官僚
- 吉江勝保 - 官選山梨県知事、内務官僚
- 下村寿一（1903年） - 文部官僚、文部省宗教局長・社会教育局長、東京女高師長（1935年 - ）、女子学習院長（1945年1月 - ）
- 周東英雄 - 経済安定本部総務長官、自治大臣・国家公安委員会委員長
- 上田稔 - 環境庁長官、建設省河川局長
- 矢口洪一 - 第11代最高裁判所長官
- 山下元利（中退） - 衆議院議員・大蔵官僚
- 植木光教 - 総理府総務長官兼沖縄開発庁長官、参議院議員
- 吉村真事 - 参議院議員、運輸省港湾局長
- 永末英一 - 衆議院議員、民社党委員長
- 柳田秀一 - 衆議院議員、日本社会党国会対策委員長
- 中路雅弘 - 衆議院議員（日本共産党）
- 辻第一 - 衆議院議員（日本共産党）
- 辻辰三郎 - 検事総長
- 中西陽一 - 石川県知事
- 田中均 - 外務審議官
- 高松明 - 駐スロバキア大使、駐キューバ大使、1974年外務省入省
- 荒巻隆三 - 衆議院議員 / 荒巻禎一元府知事の三男

### 経済
- 井口竹次郎 - 大阪瓦斯会長
- 岩崎隆 - ノリタケカンパニーリミテド社長
- 梅田貞夫 - 鹿島会長
- 下村正太郎 - 大丸会長
- 金井務 - 日立製作所会長、相談役
- 平澤創 - 日本コロムビア会長、フェイス創業者
- 植木宣隆 - サンマーク出版社長
- 武者錬三 - 朝鮮電気協会副会長、京城電気（現・韓国電力公社）社長

### 学者
- 湯川秀樹 - ノーベル物理学賞受賞者、日本学士院会員、文化勲章受章、元京都一中物理講師
- 朝永振一郎 - ノーベル物理学賞受賞者、日本学士院会員、文化勲章受章
- 林忠四郎 - 宇宙物理学者、文化勲章受章
- 橋本進吉 - 言語学者・国語学者
- 今西錦司 - 生態学者・文化人類学者、文化勲章受章
- 小松幸平 - 林学者、京都大学名誉教授
- 近藤次郎 - 航空工学者、東京大学名誉教授
- 梅棹忠夫 - 民族学者・文化人類学者、文化勲章受章
- 西堀栄三郎 - 登山家・無機化学者・技術者
- 岡田国太郎 - 細菌学者 / 下記#軍人参照
- 桑原武夫 - フランス文学者、文化勲章受章
- 四手井綱英 - 森林生態学者、京都大名誉教授、日本モンキーセンター所長、京都府立大学長
- 新村猛 - 仏文学者
- 林屋辰三郎 - 歴史学者
- 会田雄次 - 歴史学者
- 高坂正堯 - 国際政治学者
- 西島安則 - 京都大学総長
- 川那部浩哉 - 滋賀県立琵琶湖博物館館長
- 林達夫 - 思想家・文明史家
- 大塚久雄 - 経済史学者、日本学士院会員、文化勲章受章
- 富井政章 - 民法学者、1900年に東京和仏法律学校校長及び京都法政学校初代校長、1905年に立命館大学初代学長。日本民法起草者の一人、帝国学士院会員
- 佐々木惣一 - 法学者、立命館大学学長、日本学士院会員、文化勲章受章 / 京大事件参照
- 遠藤湘吉 - 経済学者、東京大学経済学部長
- 貝塚茂樹 - 歴史学者、文化勲章受章
- 奥田義人 - 中央大学創立者の一人
- 池田菊苗 - 物理化学者、帝国学士院会員 / グルタミン酸ナトリウムの製造方法を発明
- 真島利行 - 有機化学者、大阪帝国大学総長 (1943-)、日本学士院会員、文化勲章受章
- 桜田一郎 - 高分子化学者、日本学士院会員、文化勲章受章 / ビニロン開発者
- 奥田東 - 農学者、京都大学総長、文化功労者
- 日比野丈夫 - 東洋史学者、京大名誉教授、大手前女子大学学長、学士院賞
- 粟津則雄 - 仏文学者・文芸評論家、法政大学名誉教授
- 内垣啓一 - ドイツ文学者、演劇・音楽評論家、舞台演出家、オペラ演出家、東京大学名誉教授
- 清水三男 - 歴史学者
- 川勝義雄 - 東洋史学者、京都大学人文科学研究所教授
- 松本亦太郎（1885年） - 心理学者、東京帝大教授、日本心理学会初代会長
- 桑原隲蔵（1890年） - 東洋史学者、京都帝大教授 / 桑原武夫の父
- 藤岡勝二（1891年） - 言語学者、東京帝大教授
- 高瀬武次郎（1892年） - 中国哲学者、京都帝大教授
- 相原信作（1922年） - 倫理学者 / 京都学派の一人
- 栗原佑（1922年） - 歴史学者・中世史
- 松田道雄（1926年） - 育児評論家、医師
- 小橋一郎（1940年） - 法学者、同志社大学名誉教授
- 吉川経夫 - 刑法学者、法政大学名誉教授 / 東京府立一中から転校
- 増井禎夫 - 細胞生物学者 / 京都二中から一中特別科学学級へ転校
- 河本宏（1980年） - 京都大学再生医科学研究所教授
- 勝本正晃 - 民法学者
- 柚木馨 - 民法学者、神戸大学学長
- 松井透 - 東洋史学者、東京大学名誉教授
- 山田修平（1964年） - 経済学者、鳥取看護大学学長
- 池田信夫（1971年） - 経済評論家
- 河本宏 - 基礎医学研究者、医師 / 京都大学医生物学研究所所長

### ジャーナリズム
- 麻田駒之助（1889年） - 中央公論社長
- 佐佐木茂索（中退） - 文藝春秋社編集者、小説家
- 上林吾郎（1932年） - 文藝春秋社社長・会長
- 加納一郎 - 朝日新聞記者、著述家、登山家
- 木村徳三 - 編集者
- 西澤信正 - ジャーナリスト

### 芸術
- 甲斐庄楠音 - 日本画家 / 市立美術工芸学校へ転校
- 村山槐多（1914年） - 洋画家
- 服部二柳（中退） - 南画家
- 富家宏泰（1937年）- 建築家

### 芸能
- 豊田四郎 - 映画監督
- 奥山融 - 松竹社長
- 中江裕司 - 映画監督
- 伊丹十三（中退） - 映画監督、俳優
- 田坂具隆 - 映画監督
- 松下治夫 - 芸能プロモーター、渡辺プロダクション創立者の一人
- 山本和夫 - テレビプロデューサー・ディレクター。ドラマデザイン社代表取締役・元讀賣テレビドラマ部門チーフプロデューサー
- 島崎俊郎 - コメディアン
- 栗塚旭 - 俳優
- 祐真朋樹 - ファッションエディター
- 桜木那智 - 俳優、ファッションモデル

### スポーツ
- 中沢良夫（1900年） - 京都帝大野球部二代目部長 / 高校野球発展に尽力
- 香山蕃（1913年） - 東京帝大ラグビー部創設者・元同部選手、元京都帝大ラグビー部監督、元日本ラグビーフットボール協会会長
- 川越藤一郎 - 元早稲田大学ラグビー部主将、元日本ラグビーフットボール協会会長
- 星名秦（1923年） - 元京都帝大ラグビー部主将、元同志社大学学長
- 坂田好弘 - 大阪体育大学ラグビー部監督・ニュージーランド留学中にオールブラックスジュニアに選出、同大卒
- 真継丈友紀 - ラグビーレフリー
- 中村直人 - 元ラグビー選手、なおかつ代表取締役社長。
- 伊尾木洋斗 - ラグビー選手。トヨタ自動車ヴェルブリッツ所属。
- 森田慎也 - ラグビー選手。
- 小島佑太 - ラグビー選手。
- 佐原慧大 - ラグビー選手。
- 松本勝明 - 元競輪選手。競輪選手歴代第一位となる通算勝利数1341勝を挙げる。
- 松本整 - 元競輪選手。競輪G1大会最年長優勝記録（45歳）保持者。在籍当時ラグビー部に所属。
- 曺貴裁 - 元プロサッカー選手。Jリーグ・京都サンガFC監督
- 橋田聡司 - Jリーグ・ザスパ草津GK
- 大江勇詞 - JFL・FC町田ゼルビアFW
- 原田正夫（藤江、1930年） - 1936年ベルリンオリンピック三段跳び銀メダリスト
- 藤田信之 - シスメックス女子陸上競技部監督
- 中田有紀 - 陸上競技選手
- 上田藍 - トライアスロン選手・2006年度東アジア選手権U-23優勝
- 芳川庸 - プロ野球選手。読売ジャイアンツ育成選手
- 宮本賢二 - 元フィギュアスケート選手
- 今井敬三 - 元サッカー選手・日本代表
- 成田幸平 - ハンドボール選手。ワクナガレオリック所属。

### 軍人
- 久邇宮邦彦王 - 元帥陸軍大将 / 学習院を経て成城学校へ
- 小畑敏四郎 - 陸軍中将、国務大臣
- 橋本虎之助 - 陸軍中将、陸軍次官、満州国祭祀府総裁
- 山内静夫（1895年） - 陸軍中将
- 前田正実 - 陸軍中将、第14軍(1941年11月-)・第13軍(41年1月-)・第3軍(38年12月-)各参謀長
- 中村亀三郎(1902年) - 日本海軍中将
- 四手井綱正 - 陸軍中将
- 森友一 - 海軍少将、父は京都一中校長森外三郎
- 岡田国太郎 - 軍医、細菌学者

### その他
- 近角常観 - 真宗大谷派僧侶、求道学舎設立
- 久邇宮家彦王 - 皇族
- 久邇宮徳彦王 - 皇族